# دائرة الحجيرة
دائرة الحجيرة إحدى دوائر ولاية تقرت الجزائرية. سميت بهذا الاسم نسبة إلى عاصمتها الحجيرة. اعتبارًا من تعداد عام2025، بلغ إجمالي عدد سكان المنطقة 34,196 نسمة.
تنقسم المنطقة أيضًا إلى بلديتين:
- الحجيرة
- العالية